# Unternehmen Steinbock
Das Unternehmen Steinbock (auch Operation Steinbock genannt) war der Deckname einer deutschen Militäroperation für eine Serie von Bombenangriffen der deutschen Luftwaffe auf London und andere britische Städte im Zweiten Weltkrieg.

## Ausgangslage
Nach dem Ende der Luftschlacht um England und vor Beginn des Angriffs auf die Sowjetunion am 22. Juni 1941 wurde der Großteil der Kampffliegerverbände in den Osten verlegt. Die übrig gebliebenen Kampfgeschwader im Westen, die unter dem IX. Fliegerkorps der Luftflotte 3 (Generalfeldmarschall Hugo Sperrle) zusammengefasst waren, verfügten am 26. Juli 1941 noch über eine Iststärke von 223 Kampfflugzeugen, davon waren 87 einsatzbereit. Unter diesen Voraussetzungen war an eine Fortsetzung der schweren Luftangriffe des Vorjahres nicht zu denken. Die Luftwaffe konzentrierte sich auf Angriffe gegen britische Schiffe und legte Seeminen in britische Gewässer. Dazu kamen Störangriffe bei Dunkelheit mit wenigen Flugzeugen auf die Insel selbst.
Zum 30. April 1942 war mit 139 vorhandenen und davon 70 einsatzbereiten Kampfflugzeugen noch weniger möglich. Ein Jahr später, am 31. März 1943, war die Zahl der vorhandenen Kampfflugzeuge auf 279 gestiegen, davon waren 155 einsatzbereit.
Außer drei Nachtangriffen auf London flog die Luftwaffe 1943 nur kleinere Angriffe auf englische Hafenstädte. Dabei wurden 2298 t Bomben abgeworfen. Angesichts der ungleich größeren alliierten Angriffe auf Deutschland unternahm die Luftwaffe Anstrengungen, um die Zahl der Kampfflugzeuge zu erhöhen und die Angriffe auf England zu intensivieren.

## Vorbereitung

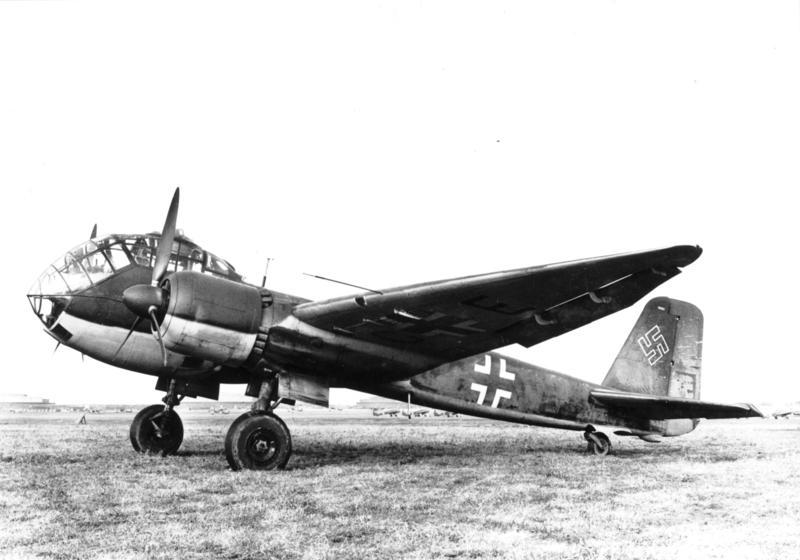
Die Junkers Ju 188 war 1944 das modernste deutsche Kampfflugzeug

Die viermotorige Heinkel He 177 hatte viele technische Probleme und galt als unausgereift

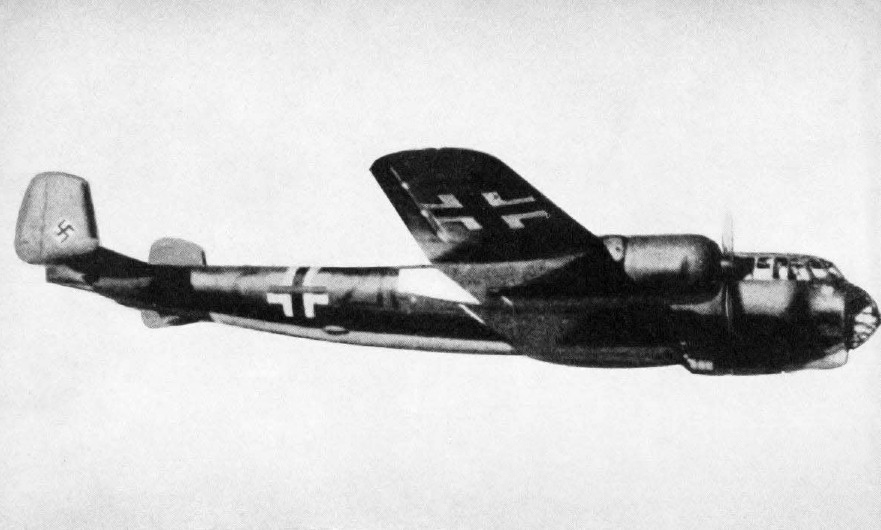
Die Dornier Do 217 stand 1944 schon drei Jahre im Dienst und galt als zuverlässig

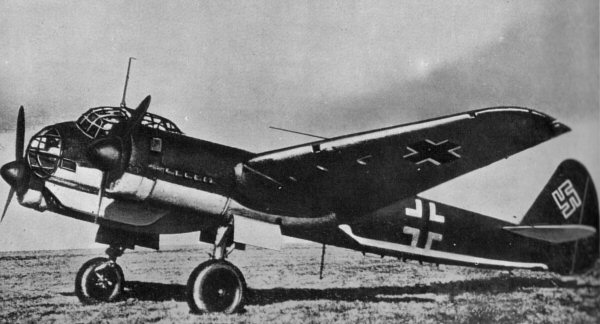
Die Mehrzahl der Kampffliegerverbände flog die Junkers Ju 88

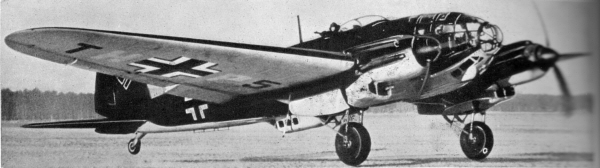
In der I./KG 66, dem Zielfinderverband, flogen auch noch zwei alte Heinkel He 111

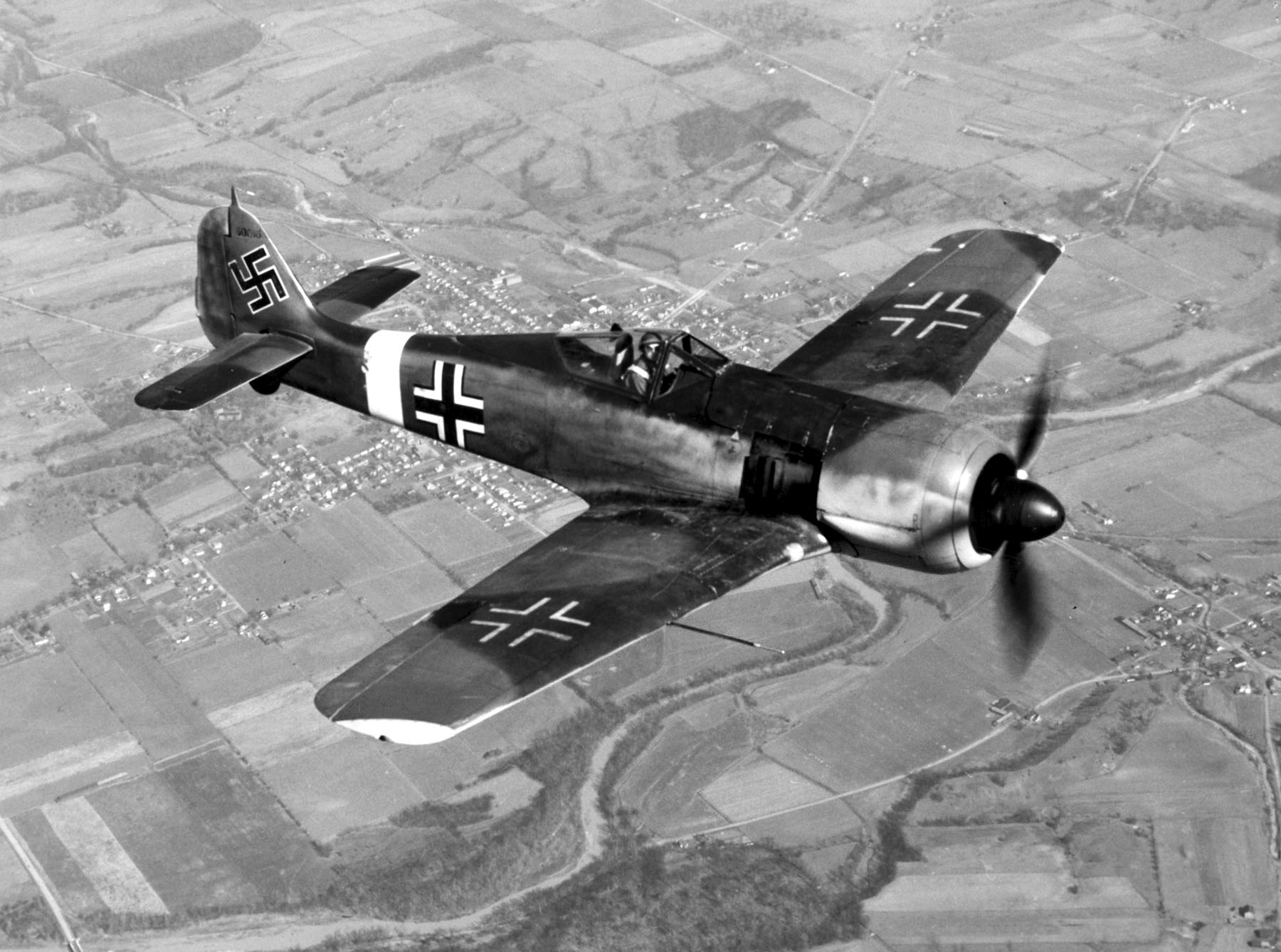
Die einmotorige Focke-Wulf Fw 190 führte als Jagdbomber (Jabo) Tagangriffe durch

Im Sommer 1943 wurde Generalmajor Dietrich Peltz zum Kommandierenden General des IX. Fliegerkorps ernannt. In diesem Fliegerkorps, das der Luftflotte 3 unterstellt war, wurden alle Kräfte im Kampf gegen England gebündelt und eine neue Luftoffensive vorbereitet. Dabei sah sich Peltz großen Schwierigkeiten gegenübergestellt. Durch die verbesserten britischen Nachtjagdflugzeuge und Flugzeugabwehrkanonen fielen im Jahr 1943 bei einem deutschen Nachtangriff durchschnittlich nur rund 20 Prozent der Bomben in das Zielgebiet. Dabei gingen rund 5,6 Prozent der angreifenden Kampfflugzeuge verloren. Die einzelnen Besatzungen fielen nach 13 bis 18 Einsätzen aus und konnten kaum Erfahrungen sammeln.
Zur Vorbereitung verlegte die Luftwaffe die Kampfgeschwader 30, 54 und die I. Gruppe des Kampfgeschwaders 76 (I./76) aus dem Mittelmeerraum und stellte die I./KG 100 von der Ostfront im Westen mit He 177 neu auf. Dazu kamen die dort bereits vorhandenen Kampfgeschwader 2, 6 und I./SKG 10. Die I./KG 66, ein neu aufgestellter Verband, war speziell für die Zielfindung/Zielmarkierung (Pfadfinder-Aufgaben) ausgebildet.
Vom 17. August bis 7. Oktober 1943 flog die Luftwaffe keine Angriffe auf England. In dieser Zeit bildete man die Besatzungen intensiv aus und bereitete das Unternehmen vor. Dazu arbeitete der Luftwaffenführungsstab die Zielunterlagen aus den Jahren 1940/41 auf. Bis Ende des Jahres flogen, da Verluste vermieden werden sollten, die Geschwader nur wenige Angriffe, die hauptsächlich der Ausbildung dienten. Alles war auf den 21. Januar 1944 ausgerichtet, den Beginn des Unternehmens Steinbock.
In einem Fernschreiben vom 30. Dezember 1943 fasste der Oberbefehlshaber der Luftwaffe Reichsmarschall Hermann Göring die Gründe und Ziele des Unternehmens zusammen:

„Ich habe mich zur Vergeltung gegen die zunehmenden Terrorangriffe des Gegners entschlossen, den Luftkrieg gegen die englische Insel durch zusammengefasste Schläge gegen Städte (besonders Industrieziele und Hafenzentren) zu verstärken. Sämtliche Verbände sind unter einheitlicher Führung durch Kommandierenden General IX. Fliegerkorps und unter Ausnutzung aller in den letzten Monaten im Kampf gegen England gewonnenen Erfahrungen zusammengefasst gegen Schwerpunktziele zum Einsatz zu bringen. Bei allen Angriffen sind im Allgemeinen 70 Prozent des Zuladungsgewichts für die Mitnahme von Brandbomben auszunutzen. Die Vernichtung der englischen Städte ist durch Feuer anzustreben und zwar besser eine mittlere Stadt ganz vernichten, als eine größere Stadt zum Teil.“

Am 20. Januar 1944 hatte das IX. Fliegerkorps folgende Verbände in seinen Reihen, die für das Unternehmen Steinbock vorgesehen waren:
| Verbände   | Flugzeuge | Flugzeuge | Flugzeuge | Flugzeugtypen                                        | Liegeplatz                  |
| Verbände   | Soll      | Ist       | EB        | Flugzeugtypen                                        | Liegeplatz                  |
| Stab/KG 2  | 4         | 3         | 3         | Do 217K-1                                            | Soesterberg (Lage)          |
| I./KG 2    | 37        | 35        | 35        | Do 217M-1                                            | Eindhoven (Lage)            |
| II./KG 2   | 37        | 35        | 31        | Ju 188E-1                                            | Münster-Handorf (Lage)      |
| III./KG 2  | 37        | 38        | 36        | Do 217K-1, Do 217M-1, Do 217E-4                      | Gilze Rijen (Lage)          |
| V./KG 2    | 37        | 27        | 25        | Me 410A-1                                            | Athies (Lage)               |
|            |           |           |           |                                                      |                             |
| Stab/KG 6  | 4         | 3         | 3         | Ju 88A-14, Ju 88S-1                                  | Brüssel-Melsbroeck (Lage)   |
| I./KG 6    | 37        | 41        | 41        | Ju 188E-1                                            | Chièvres (Lage)             |
| II./KG 6   | 37        | 39        | 39        | Ju 88A-4, Ju 88A-14                                  | Le Coulot (Lage)            |
| III./KG 6  | 37        | 41        | 37        | Ju 88A-4, Ju 88A-14                                  | Brüssel-Melsbroeck          |
|            |           |           |           |                                                      |                             |
| Stab/KG 30 | 4         | 1         | 1         | Ju 88A-4                                             | Eindhoven                   |
| I./KG 30   | 37        | 35        | 29        | Ju 88A-4                                             | Eindhoven                   |
| II. KG/30  | 37        | 36        | 31        | Ju 88A-4                                             | St. Trond (Lage)            |
| 1./KG 40   | 9         | 9         | 5         | He 177A-3                                            | Châteaudun (Lage)           |
|            |           |           |           |                                                      |                             |
| Stab/KG 54 | 4         | 3         | 3         | Ju 88A-4, Ju 88D-1                                   | Marx (Lage)                 |
| I./KG 54   | 37        | 36        | 25        | Ju 88A-4                                             | Wittmund (Lage)             |
| II./KG 54  | 37        | 33        | 33        | Ju 88A-4                                             | Marx                        |
| I./KG 66   | 37        | 43        | 23        | Do 217E-4, Do 217M-1, He 111H-6, Ju 88S-1, Ju 188E-1 | Montdidier (Lage)           |
| 4./KG 66   | 12        | 0         | 0         | Ju 188E-1                                            | Vannes (Lage)               |
| I./KG 76   | 37        | 33        | 31        | Ju 88A-4                                             | Laon-Couvron (Lage)         |
| I./KG 100  | 21        | 31        | 27        | He 177A-3, He 111H-11                                | Châteaudun                  |
|            |           |           |           |                                                      |                             |
| I./SKG 10  | 42        | 25        | 20        | Fw 190A-5, Fw 190G-3                                 | Rosières-en-Santerre (Lage) |
|            |           |           |           |                                                      |                             |
| Insgesamt  | 581       | 547       | 478       |                                                      |                             |

Anmerkungen
1. ↑  Bedeutung der Abkürzungen, siehe Organisation der Geschwader
2. ↑  kurz vor Angriffsbeginn verlegten einige Einheiten auf so genannte vorgeschobene Einsatzflugplätze die näher am Einsatzgebiet waren.
3. ↑  Sollstärke nach Kriegsausrüstungsnachweis
4. ↑  Iststärke (die tatsächlich in der Einheit vorhandenen Flugzeuge)
5. ↑  Einsatzbereit (Iststärke abzüglich nicht einsatzbereiter Flugzeuge)

- Im Februar 1944 wurden der Stab und die I./KG 51, die zur Auffrischung in Deutschland waren, dem IX. Fliegerkorps unterstellt. Die V./KG 2 wurde in II./KG 52 umbenannt. Die Stabskette, die 1. und 2./KG 2 rüsteten auf Junkers Ju 188 um.[9]
- Im März 1944 kamen die III./KG 30 und die III./KG 54 an die Front, dafür verlegte die II./KG 54 zur Auffrischung nach Ingolstadt. Die II. und III./KG 6 sowie die III./KG 30 mussten nach Ungarn zum Luftwaffenkommando Südost abgegeben werden. Die 3./KG 2 rüstete jetzt ebenfalls auf Junkers Ju 188 um.[10]
- Im April 1944 kamen einzelne Besatzungen der I./KG 2 mit ihren neuen Junkers Ju 188 zurück.[11]
- Im Mai 1944 kehrten die I./KG 2 und I./KG 6 zurück. Dafür mussten die schwer angeschlagenen III./KG 6, I./KG 54 und I./KG 100 an die Heimat zur Auffrischung abgegeben werden. Die III./KG 30 wurde aufgelöst.[12]

## Verlauf

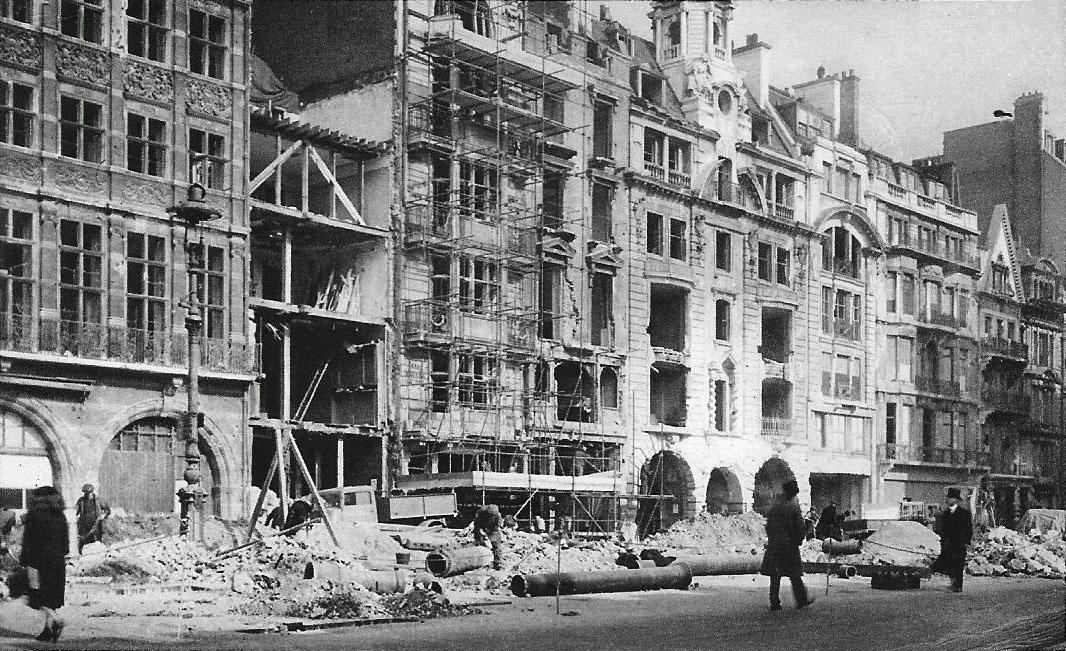
Die Straße Pall Mall in London nach einem Steinbock-Angriff im Februar 1944

In der Nacht vom 21. zum 22. Januar 1944 begann das Unternehmen Steinbock. Insgesamt 447 Flugzeuge sollten in zwei Wellen mit fünf bis sechs Stunden Abstand London (Lage) angreifen. Jedoch fiel nur etwa die Hälfte der abgeworfenen Bomben überhaupt auf das britische Festland, davon 32 Tonnen auf die britische Hauptstadt. Hauptgrund dafür war, dass die Luftwaffe aufgrund eines nicht fehlerfreien Funknavigationsverfahrens die Angriffsziele nicht sicher fand. Außerdem waren die Pfadfinder der I./KG 66 zu schwach besetzt. Am 29. Januar 1944 flog die Luftwaffe mit 285 Kampfflugzeugen den zweiten Angriff auf London, der ebenso zu einem Misserfolg wurde. Bei diesen zwei Angriffen gingen 57 Flugzeuge (7,8 Prozent) verloren. Insgesamt 101 Besatzungen mussten aufgrund technischer Störungen den Feindflug vorzeitig abbrechen. Insbesondere das einzige viermotorige Flugzeug, die immer noch nicht ausgereifte Heinkel He 177, hatte eine Ausfallquote von 50 Prozent. Die Focke-Wulf Fw 190 der I./SKG 10 griffen als Jagdbomber (Jabo) tagsüber Ziele an. Insgesamt hatten sie eine höhere Treffergenauigkeit und eine geringere Verlustquote, erreichten aber aufgrund ihrer geringen Zahl wenig.

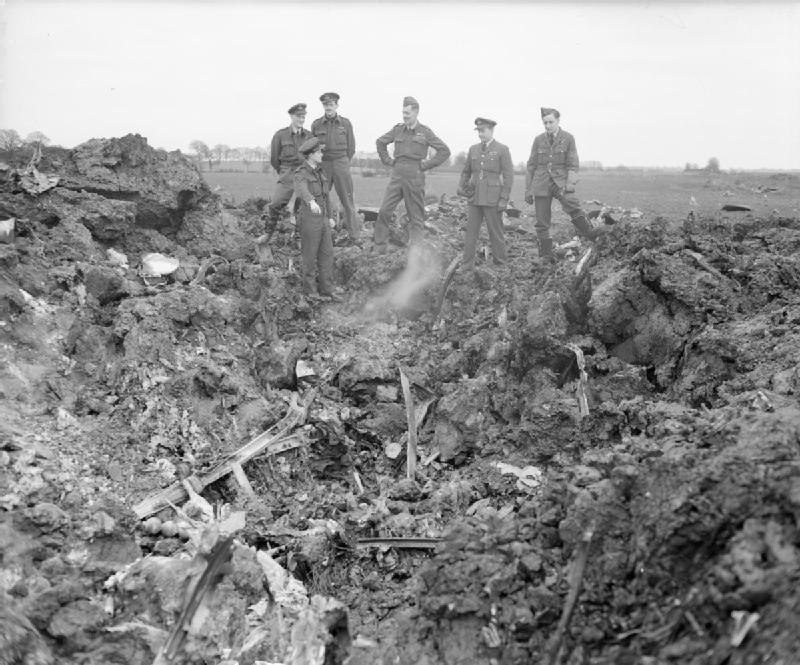
Air Marshal Sir Roderick Hill besichtigt eine am 21. März 1944 abgeschossene Junkers Ju 188 der 2. Staffel des Kampfgeschwaders 6

Im Februar 1944 führte das IX. Fliegerkorps weitere sechs Nachtangriffe auf London durch. Die Einsatzstärken der angreifenden Flugzeuge bewegten sich dabei zwischen 230 und 170 mit abnehmender Tendenz. Die Verlustquote betrug nur noch 5,2 Prozent (72 Flugzeuge) und rund 50 Prozent der Bomben trafen das Stadtgebiet von London.
Im März 1944 wurden weitere vier Angriffe auf London und erstmals je einer auf Hull (Lage) und Bristol (Lage) durchgeführt. Die Zahl der Angriffsflugzeuge nahm weiter ab und lag zwischen 187 und 75. Auch stieg die Verlustquote wieder auf 8,3 Prozent (75 Flugzeuge). Die Trefferquote lag bei rund 50 Prozent. Die Angriffe auf Hull und Bristol waren völlige Fehlschläge, da die Besatzungen ihre Ziele nicht finden konnten.
Der April brachte dann bei acht Angriffen mit 8,7 Prozent (75 Flugzeuge) die bisher höchsten Verluste. An Angriffen auf London, Hull, Bristol, Portsmouth (4×) (Lage) und Plymouth (Lage) nahmen nur noch zwischen 60 und 193 Flugzeuge teil.
Im Angesicht der nahen Invasion der Alliierten in Westeuropa rückten im Mai die Einschiffungshäfen der Invasionsflotte in den Vordergrund. Ziele waren am 14./15. Mai mit 91 Flugzeugen Bristol, am 15./16. Mai (106 Flugzeuge) und 22./23. Mai (104 Flugzeuge) Portsmouth, am 27./28. Mai mit 61 Flugzeugen Weymouth (Lage), am 28./29. Mai mit 65 Flugzeugen Torquay (Lage) und am 29./30. Mai mit 51 Flugzeugen Falmouth (Lage). Bei keinem Nachtangriff wurden Schiffe versenkt. Nach diesen sechs Angriffen im Mai mit einer Verlustquote von zehn Prozent (50 Flugzeuge) endete am 29. Mai 1944 das Unternehmen Steinbock.

## Verluste
Die Luftwaffe verlor während der 28 größeren Angriffe innerhalb von fünf Monaten 329 Flugzeuge als Totalverlust. In den angegriffenen Städten starben ungefähr 1500 Menschen.

## Ergebnis
Die zu wenigen und zumeist schlecht ausgebildeten Flugzeugbesatzungen fanden häufig ihre Ziele nicht, mussten aufgrund von technischen Problemen vorzeitig den Angriff abbrechen oder wurden abgeschossen. Die durchschnittlichen monatlichen Verlustquoten waren exorbitant hoch, so dass eine Flugzeugbesatzung kaum Erfahrung sammeln konnte, bevor sie ausfiel.
 
Das von den Briten im Nachhinein als Baby Blitz (in Bezug auf The Blitz) bezeichnete Unternehmen war aus militärischer Sicht ein völliger Fehlschlag.